# 擋風玻璃

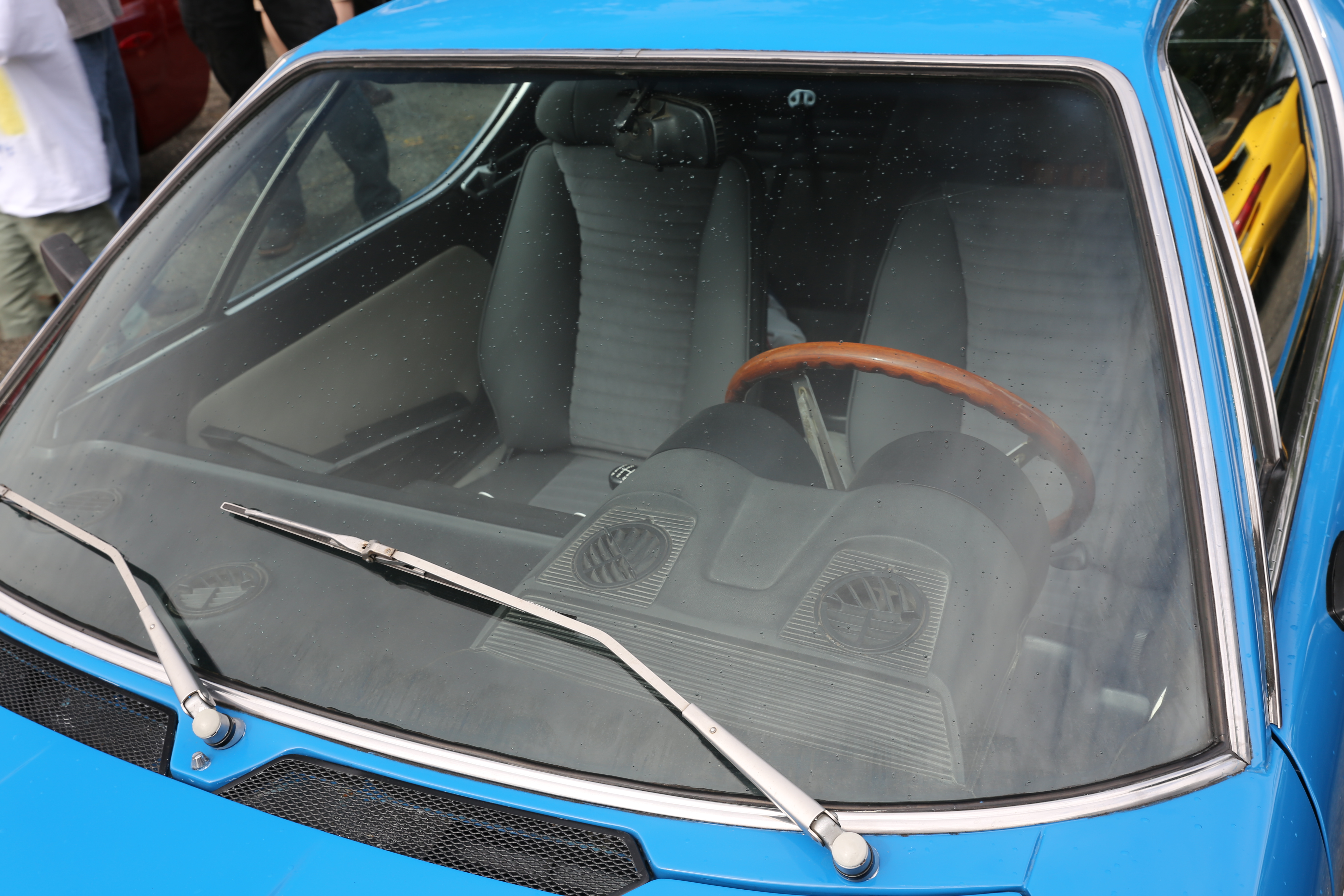
1976年愛快羅密歐Montreal的擋風玻璃

擋風玻璃指的是飛機、汽車、公車、機車、電車及船舶等交通工具前面部份的窗戶。現代的擋風玻璃通常是以層壓過的安全玻璃所製作，裡外各一層彎曲的玻璃，中間夾著一層被層壓過的塑膠作為安全上的考量，然後被粘上窗戶的框架。機車的擋風玻璃通常是以壓克力所製作。
擋風玻璃的主要功能基本上就跟其名字意味著的一樣 - 防護駕駛人受到風的影響。

## 用途
擋風玻璃的每天用途通常是保護駕駛人受到風、雨、雪、極端的溫度、迎面而來的碎片像是灰塵、蟲、石頭，以及提供一個空氣動力學地製造的窗戶面向前方。有時候玻璃上會加上防紫外線的保護膜以阻擋有害的紫外線。

## 安全性
早期的擋風玻璃是以普通的窗戶玻璃所製作。這帶來了潛在性的危險，導致在車禍中造成重傷的可能性。取而代之的是強化玻璃，並以橡膠來安裝玻璃在框架上。強化玻璃在擋風玻璃破裂時，只會粉碎入許多大致無害的碎片。不過這些擋風玻璃脆弱不堪，甚至一顆石頭即可將其破裂。 這問題在警車中額外受到注意，加速了層壓玻璃的研發，並為大部分的車所使用。
現代的黏膠上的擋風玻璃加強了車的堅硬度，但驅動擋風玻璃的革新一直以來都是以預防碎玻璃片的傷害為主。現代的擋風玻璃不會成為碎片，就算受到破裂也還是會維持一整塊，除非是直接地被強大的力道刺穿。正規地安裝的擋風玻璃是車的安全必須；跟車頂的作用一樣，擋風玻璃在翻覆車禍時提供給車額外一層保護。
汽車玻璃破損有修補與換修兩種方式，修補較適合受損程度輕微的玻璃，但可能有安全上的疑慮。換修汽車玻璃則會有許多的選擇，透過保養場安排或是專業的汽車玻璃廠家都可以換修，汽車玻璃來源也有許多來源，原廠委託玻璃廠製造或是玻璃廠透過汽車玻璃商委託訂購生產，價格有相當的差異，因為汽車玻璃的價格會因為各種車款不同都有差異，所以很難找到合理價格，換修玻璃時可以透過多方詢問來取得合理的價位。

## 其他方面
在許多地方，法律會規定限制在擋風玻璃上使用重著色的玻璃；普遍的來說，法律具體指定允許的上色極限。
在飛機的擋風玻璃上，氣流會由一層錫氧化物導入以產生熱能，防止玻璃著冰。福特公司在八零年代時，在汽車上使用過類似的系統，使用非常薄的產生熱能的金屬線，勘入在兩層層夹的玻璃之間。